# Alexandru Climescu
Alexandru Climescu (n. 11 mai 1910, Bacău – d. 7 iunie 1990, Iași) a fost un matematician român, profesor la Universitatea „Alexandru Ioan Cuza” din Iași și la Universitatea Tehnică „Gheorghe Asachi” din Iași.

## Biografie
Fratele bunicului său a fost matematicianul Constantin Climescu, rector la Universitatea din Iași.
Liceul și studiile universitare le-a parcurs la Iași. În 1933 este licențiat al Facultății de Științe de la Universitatea „Al. I. Cuza” (Matematică) și în 1939 este numit asistent la Catedra de Teoria Funcțiilor, unde titular era Vera Myller.
În 1940 își ia doctoratul în matematică, ca în 1948 să fie numit profesor la Politehnica din Iași, apoi la Universitatea din Iași, unde a predat matematici elementare, algebră abstractă, algebră modernă și teoria probabilităților. Doctoratul l-a luat la universitatea din Gottingen, Germania. În ultimii ani de activitate a fost șeful catedrei de Analiză Matematică la Politehnică și a predat cursul de Analiză Matematică la secția de Electronică și Telecomunicații din cadrul facultății de Electrotehnică.

## Activitate științifică
S-a ocupat de domeniul funcțiilor, al ecuațiilor diferențiale liniare și al ecuațiilor funcționale.
Ulterior și-a canalizat activitatea spre algebra modernă studiind sistemele algebrice și întocmind o schiță a unei teorii a matricilor booleene. A dat o definiție axiomatică determinanților și s-a ocupat de definiția logaritmilor în domeniul real. Alte domenii de interes au fost teoria structurilor cu programarea algebrică ca metodă directă pentru programarea liniară și caracterizarea funcțiilor trigonometrice cu ajutorul ecuațiilor funcționale.
A publicat un număr mare de memorii, articole și diverse lucrări didactice.